# Kenny Guinn

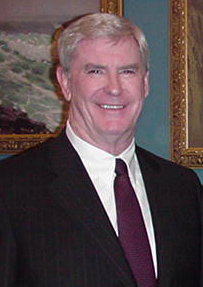
Kenny Guinn

Kenneth Carroll „Kenny“ Guinn (* 24. August 1936 in Garland, Miller County, Arkansas; † 22. Juli 2010 in Las Vegas, Nevada) war ein US-amerikanischer Professor und Geschäftsmann, der von 1999 bis 2007 das Amt des Gouverneurs von Nevada bekleidete.

## Frühe Jahre und geschäftlicher Aufstieg
Kenny Guinn wurde in Arkansas geboren und wuchs in Exeter (Kalifornien) auf. Er studierte an der Fresno State University und an der Utah State University. Nachdem Guinn vier Jahre lang als Lehrer an einer High School gearbeitet hatte, zog er nach Las Vegas, wo er innerhalb von fünf Jahren zum Schulrat im Clark County aufstieg. Seit 1978 war er auch ein erfolgreicher Geschäftsmann: In diesem Jahr wurde er Vizepräsident der heutigen PriMerit Bank, 1987 deren Vorstandsvorsitzender. Ein Jahr danach wurde Guinn auch Präsident der Southwest Gas Corporation und 1993 Vorstandsvorsitzender. Im Jahr 1994 stieg er kurzzeitig zum Leiter der University of Nevada in Las Vegas (UNLV) auf.

## Gouverneur von Nevada
1998 wurde Guinn als Kandidat seiner Republikanischen Partei zum neuen Gouverneur von Nevada gewählt. Nach einer Wiederwahl im Jahr 2002 konnte er dieses Amt vom 4. Januar 1999 bis zum 1. Januar 2007 ausüben. In dieser Zeit betrieb Guinn eine Reform der Regierungseinrichtungen von Nevada, die zu Einsparungen im Haushalt führten. Er förderte unter anderem die Bildungs- und Gesundheitspolitik und kümmerte sich um den Ausbau der Infrastruktur und die wirtschaftliche Weiterentwicklung seines Staates. Als Gouverneur genoss er den Ruf eines moderaten Republikaners und eines Ansprechpartners für die Demokraten. Bei den Gouverneurswahlen 2006 unterstützte er Jim Gibbons, der dann auch sein Nachfolger im Amt wurde.
Mit seiner Frau Dema Quinn hatte Guinn zwei Kinder. Er starb am 22. Juli 2010 durch einen Sturz vom Dach seines Hauses in Las Vegas.